# Estação La Raza
A Estação La Raza é uma das estações do Metrô da Cidade do México, situada na Cidade do México, entre a Estação Potrero, a Estação Tlatelolco, a Estação Misterios e a Estação Autobuses del Norte. Administrada pelo Sistema de Transporte Colectivo, faz parte da Linha 3 e da Linha 5.
Foi inaugurada em 25 de agosto de 1978. Localiza-se no cruzamento da Avenida de los Insurgentes com o Eixo Central Lázaro Cárdenas. Atende os bairros Vallejo e Héroes de Nacozari, situados na demarcação territorial de Gustavo A. Madero. A estação registrou um movimento de 14.721.519 passageiros em 2016.